# Elysium Planitia
Elysium Planitia, situada en los cuadrángulos de Elysium y Aeolis, es una amplia llanura que se extiende a ambos lados del ecuador de Marte, centrada en 3.0°N 154.7°E. Se encuentra al sur de la provincia volcánica de Elysium, la segunda región volcánica más grande del planeta, después de Tharsis. Elysium alberga volcanes importantes como Elysium Mons, Albor Tholus y Hecates Tholus. Otro volcán más antiguo, el Apollinaris Mons, está situado justo al sur de la parte oriental de Elysium Planitia.
Los cráteres más grandes de Elysium Planitia son Eddie, Lockyer y Tombaugh. La planicie también tiene valles fluviales, uno de los cuales, Athabasca Valles, es posiblemente uno de los más jóvenes de Marte. En el lado noreste hay una depresión alargada llamada Orcus Patera, y esta y algunas de las llanuras orientales fueron fotografiadas durante el sobrevuelo del Mariner 4 en 1965.
Una foto de 2005 de una zona situada en Elysium Planitia a 5°N, 150°E, tomada por la nave espacial Mars Express, muestra lo que puede ser hielo de agua cubierto de cenizas. Se estima que el volumen de hielo es de 800 km por 900 km de tamaño y 45 m de profundidad, similar en tamaño y profundidad al Mar del Norte. La superficie del área está dividida en «placas» como si fuera hielo roto flotando en un lago. El número de cráteres de impacto muestra que las placas son hasta un millón de años más viejas que el material de la brecha, mostrando que el área se solidificó de forma demasiado lenta como para que el material fuera lava basáltica.
La sonda InSight se encuentra en la región desde el 26 de noviembre de 2018.

## Galería

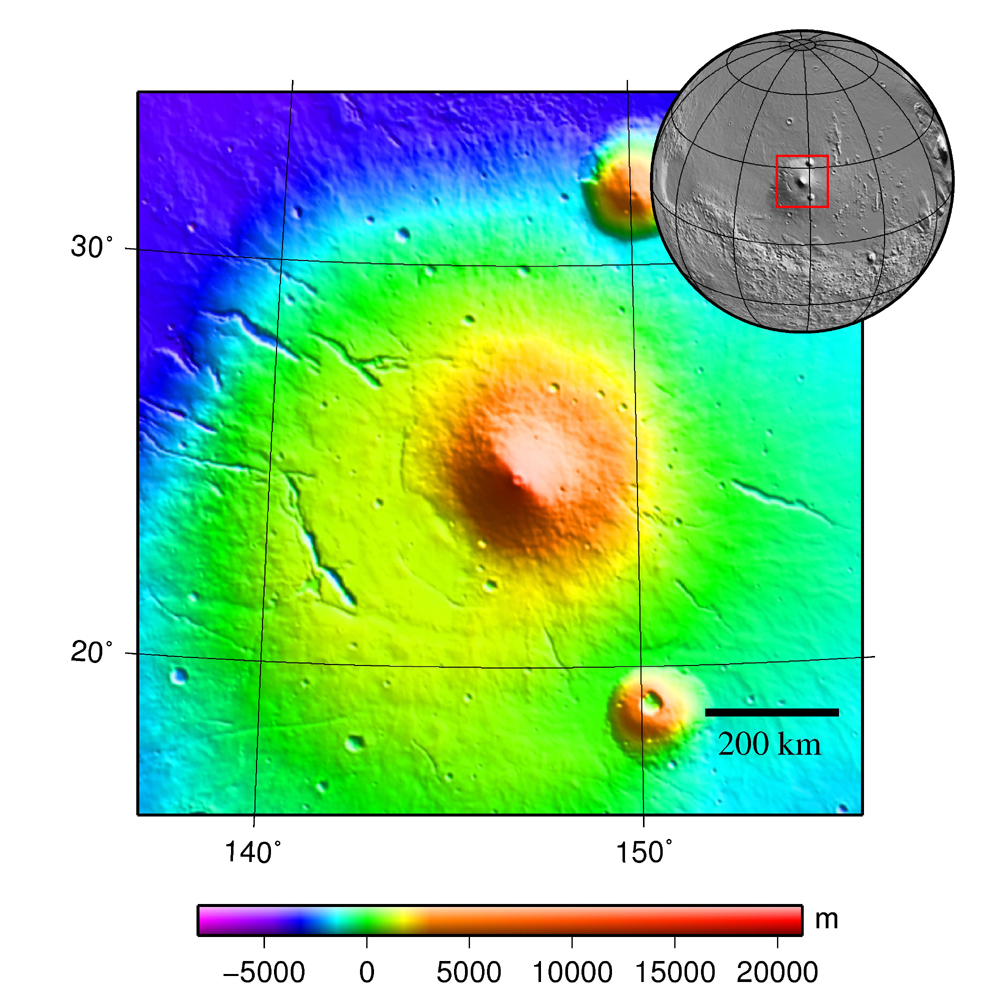
en latín: Elysium Mons.
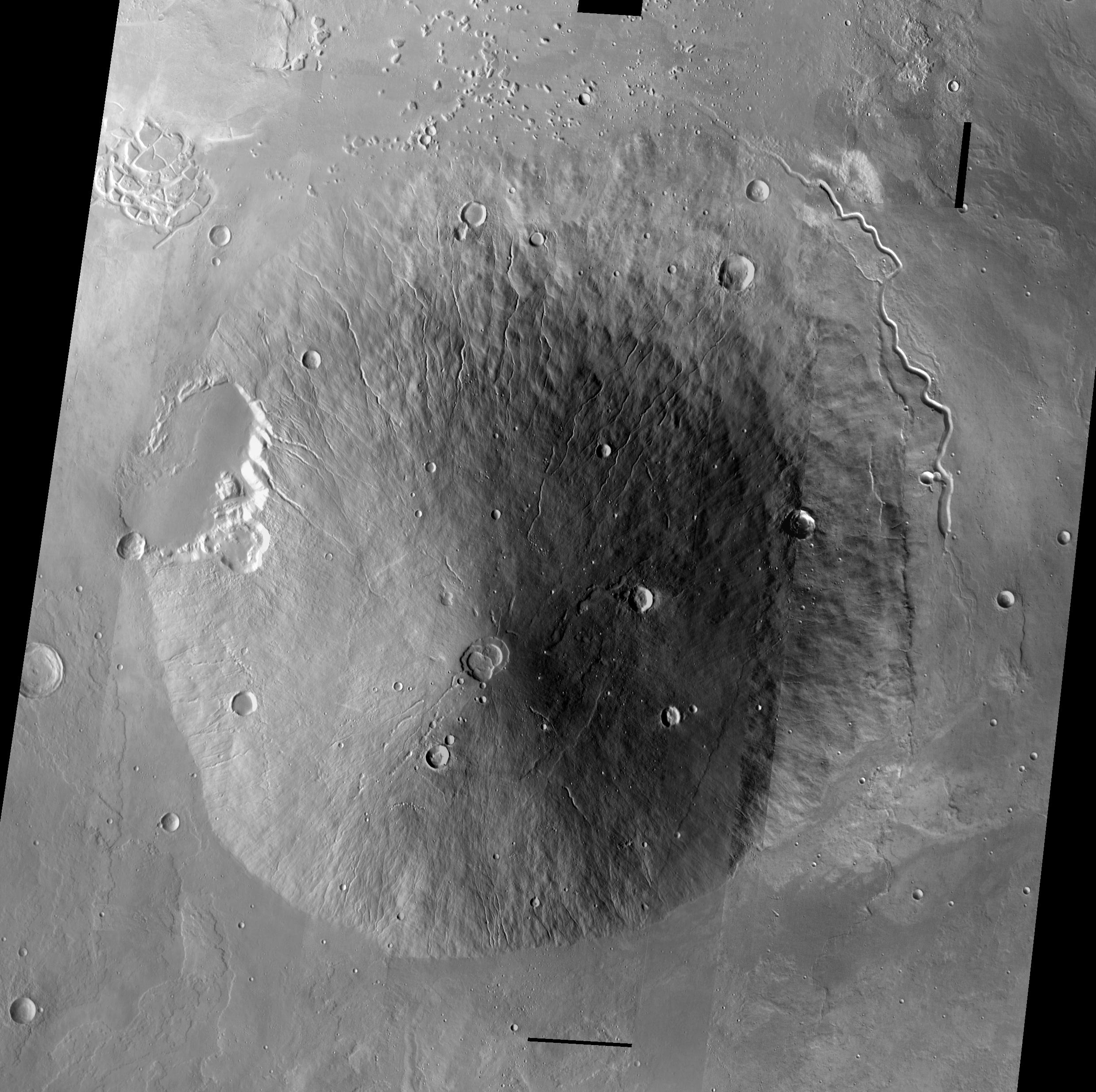
en latín: Hecates Tholus.
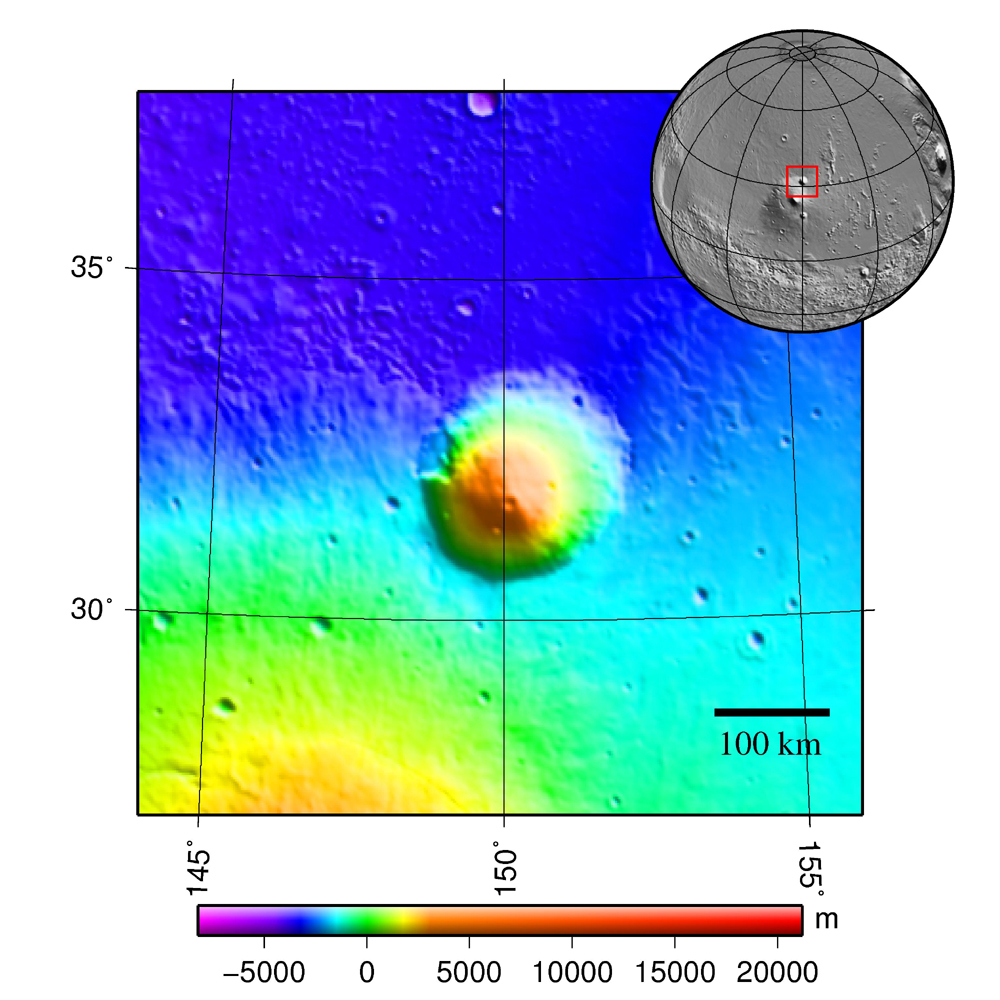
en latín: Hecates Tholus.
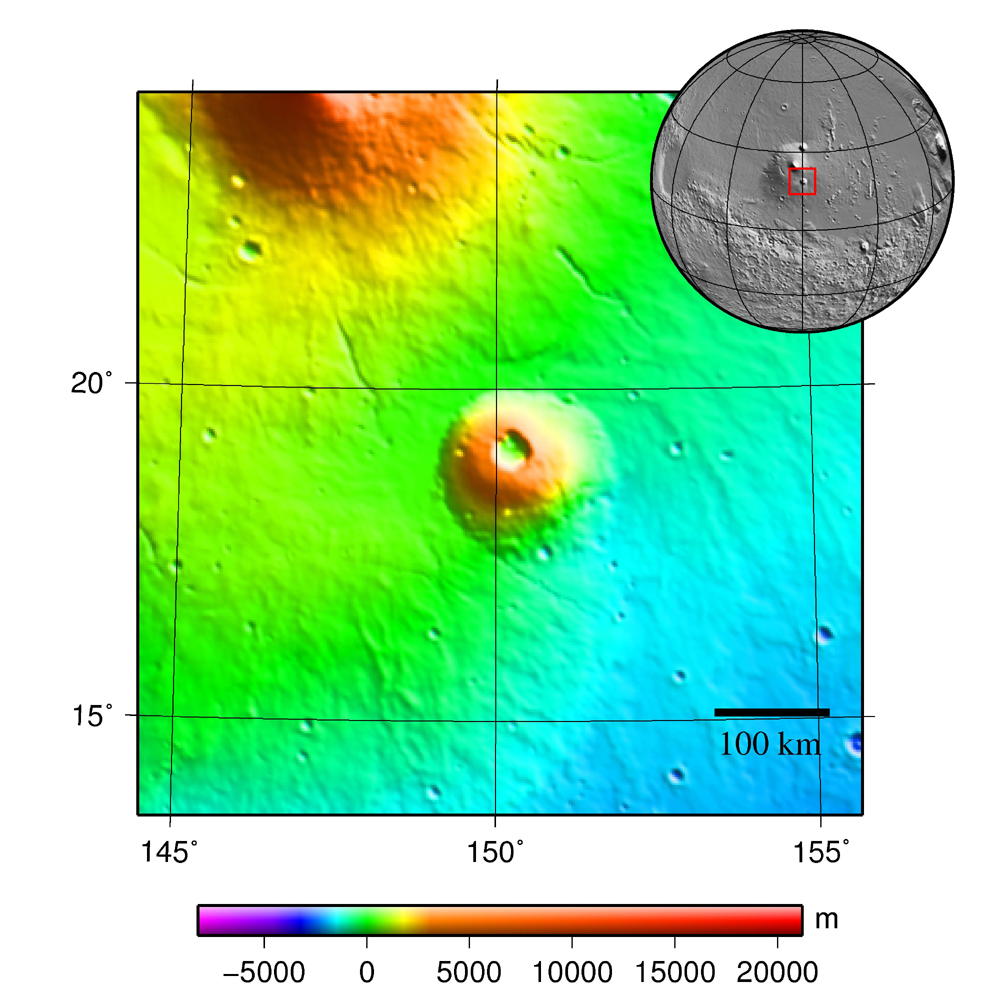
en latín: Albor Tholus.